# Helius phasmatis
Helius phasmatis är en tvåvingeart som beskrevs av Alexander 1945. Helius phasmatis ingår i släktet Helius och familjen småharkrankar. Inga underarter finns listade i Catalogue of Life.